# Clara von Arnim (Autorin)
Clara von Arnim (geb. von Hagens; * 14. September 1909 in Kassel; † 17. Mai 2009 in Idar-Oberstein) war eine deutsche Autorin.

## Leben
Clara von Arnim wurde am 14. September 1909 in Kassel als Tochter des späteren Oberlandesgerichtspräsidenten Walter von Hagens und seiner Frau Ilse Ratjen geboren. Nach dem Abitur begann sie zunächst ein Studium der Rechtswissenschaften, ließ sich aber dann u. a. bei Hede Teirich-Leube zur Physiotherapeutin ausbilden. Am 19. September 1930 heiratete sie in Berlin einen Urenkel von Achim und Bettina von Arnim, Freiherr Friedmund von Arnim (1897–1946), Herr auf Schloss Wiepersdorf mit Bärwalde und Zernikow. Clara von Arnim lebte mit ihrem Mann und ihren Kindern in Zernikow, ihre Schwiegermutter Agnes geb. von Baumbach in Wiepersdorf. Nach dem Ende des Zweiten Weltkriegs wurde die Familie als Gutsbesitzer „entschädigungslos enteignet“. Clara von Arnim floh 1945 mit ihren 6 Kindern, darunter Peter Anton von Arnim und Wolf Hermann von Arnim, in den Westen. Ihr Mann wurde, obwohl er kein Soldat und der Krieg bereits offiziell beendet war, 1945 in die Sowjetunion deportiert, wo er am 13. Januar 1946 in einem Kriegsgefangenenlager in Tula verstarb.
Clara von Arnim baute 1947/48 in Kupfer bei Schwäbisch Hall ein Siedlungshaus. Von dort aus arbeitete sie in ihrem erlernten Beruf als Physiotherapeutin u. a. in Schwäbisch Hall. Sie war von 1959  bis 1962 Hauserwachsene und Erzieherin im privaten Internat und Gymnasium Birklehof in Hinterzarten. Später war sie wieder als Krankengymnastin in Eschborn am Taunus und in Kronberg im Taunus tätig. Im Alter von 81 begann sie, ihre Erinnerungen an ihre Erlebnisse als märkische Gutsherrin niederzuschreiben. Ihr erstes, sehr erfolgreiches Buch, Der grüne Baum des Lebens erschien im Jahre 1998 und umspannt die Zeit von ihrer Hochzeit 1930 bis zur Flucht von Gut Zernikow im Jahre 1945. Clara von Arnim starb am 17. Mai 2009 im Alter von 99 Jahren in Idar-Oberstein und wurde auf dem Friedhof der Dorfkirche in Zernikow beigesetzt.

## Werke
- Das bunte Band des Lebens. Die märkische Heimat und der Neubeginn im Kupferhaus. Droemer Knaur, München 2000, ISBN 3-426-60807-3 (399 S.).
- Der grüne Baum des Lebens. Erinnerungen einer märkischen Gutsfrau. 2. Auflage. Verlag der Kunst, Husum 2015, ISBN 978-3-86530-178-9 (367 S.).